# Cyro Delgado
Cyro Marques Delgado (União da Vitória, 11 de maio de 1961) é um nadador brasileiro. Atualmente é presidente da Comissão Nacional de Atletas, pelo Ministério do Esporte.

## Trajetória esportiva
Filho de pai militar e membro de uma família de cinco irmãos, começou a nadar quando o médico recomendou o esporte porque o irmão mais velho sofria de asma, mas Cyro preferia as brincadeiras de rua e o judô.
Mudou-se para o Rio de Janeiro aos dez anos e, lá, estudava em uma escola pública, onde conheceu uma garota que nadava e trazia suas medalhas para mostrar aos amigos. Desejou praticar natação para ter tantas ou mais medalhas do que ela. Em sua primeira competição ganhou a tão sonhada medalha, na prova dos 50 metros nado peito.
Em 1975, integrou a seleção brasileira juvenil. Com a transferência de seu pai para Florianópolis, passou a treinar no Lira Tênis Clube.
Nos Jogos Pan-Americanos de 1979 em San Juan, conquistou medalha de bronze no revezamento 4x100 metros nado livre e medalha de prata no revezamento 4x200 metros nado livre.
Nos Jogos Olímpicos de 1980 em Moscou, obteve a medalha de bronze no revezamento 4x200 metros livre, juntamente com Jorge Fernandes, Djan Madruga e Marcus Mattioli.
Nos Jogos Pan-Americanos de 1983 em Caracas, conquistou medalha de prata nos revezamentos 4x100 metros livre e 4x200 metros livre.
Participou dos Jogos Olímpicos de 1984 em Los Angeles.
Nadava pelo Fluminense Football Club quando foi aos Jogos Pan-Americanos de 1987 em Indianápolis; lá ganhou a medalha de bronze nos revezamentos 4x100 metros livre e 4x200 metros livre. 
Encerrou a carreira de atleta em 1989. Em 2002 nadou pela categoria máster e bateu dois recordes mundiais nas provas dos 100 metros e 200 metros nado livre.

## Carreira política
Foi candidato a deputado estadual no Rio de Janeiro pelo Partido Novo na eleição de 2018. Recebeu 3.447 votos, não se elegendo.